# Svenska Morgonbladet

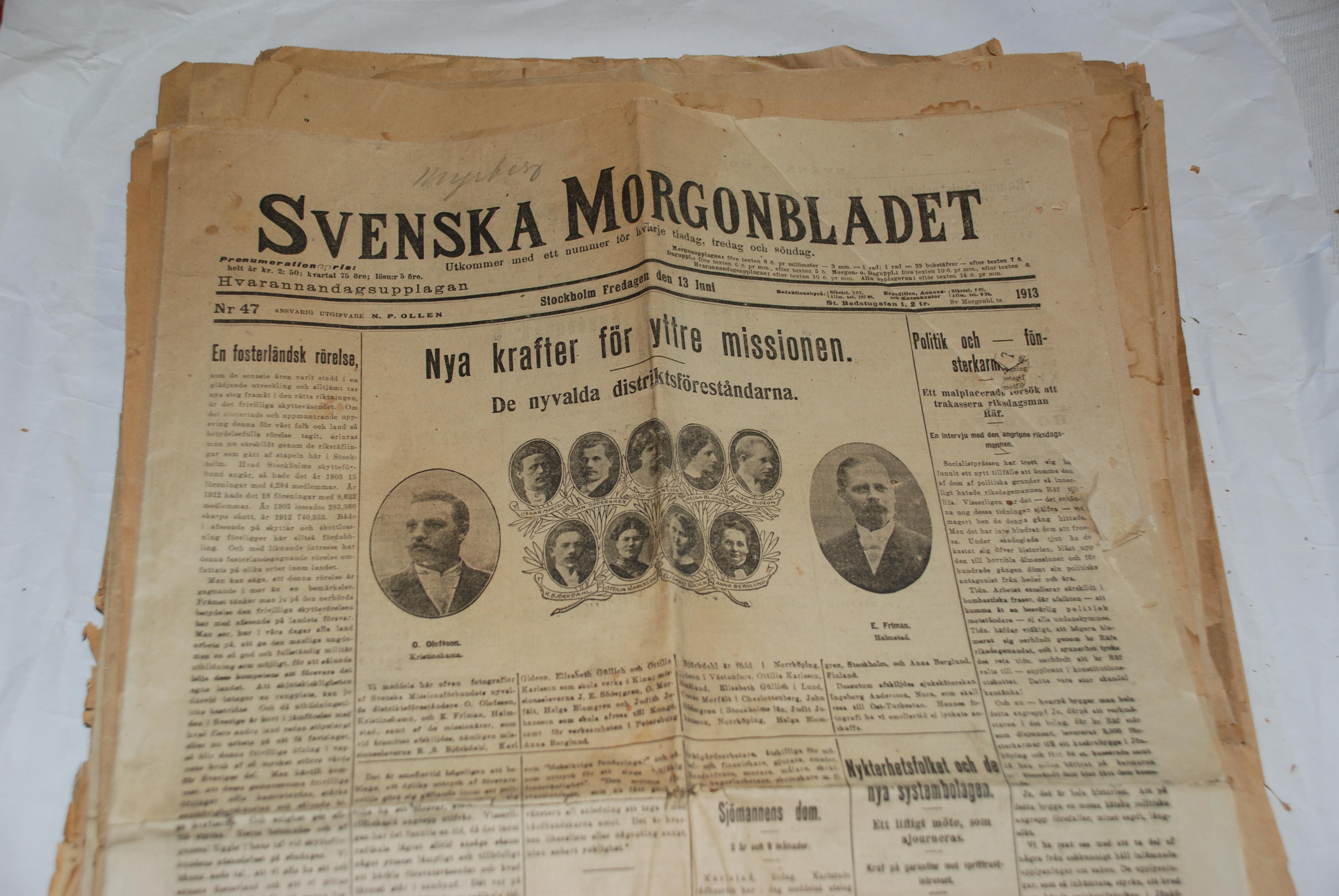
Svenska Morgonbladet 1913.

Svenska Morgonbladet (SM), ibland kallad Svenska Morr, grundades 1890 i Stockholm av Per Ollén (1845–1904) som Sveriges första kristna dagstidning. Tidningen lades ner 1958.
Vid starten i december 1890 var tidningens avsikt att bekämpa "de irreligiösa, antikristliga och materialistiska, till moralisk och sedlig ruin ledande rörelserna" och att arbeta för nykterhet, religionsfrihet och de kristnas enande. Tidningen stod närmast Svenska Missionsförbundet, men företrädde hela frikyrkligheten, ofta i skarp kritik mot dåvarande statskyrkan. 
Tidningen, som kom ut sex gånger i veckan, fick snart en upplaga på över 30 000 och var en betydande röst i dåtidens Sverige. Politiskt var den oftast liberal, men hade även perioder då den närmade sig konservativt eller socialdemokratiskt håll. I Ernst Rolfs berömda kuplett Tidningskolportören (med text av Berndt Carlberg) kallas Svenska Morgonbladet för Helgonepapperet.
År 1934 flyttade redaktionen till lokaler på Klarabergsgatan 58 (platsen för nuvarande Orgelpipan 7), en fastighet man sedan tidigare ägde. Ekonomiska problem ledde dock till att man tvingades sälja fastigheten till ett intressekonsortium, bestående av Per Olléns fyra bröder, Erik Hjalmar Linder, som tillhörde redaktionen, samt två utomstående affärsmän. 
Grundaren Per Ollén efterträddes som chefredaktör av sonen Natanael Petrus Ollén (1879–1965). Denne var huvudredaktör fram till 1937, då han i sin tur efterträddes av sin bror David Ollén som innehade rollen fram till 1945. David Ollén var även ansvarig utgivare under hela perioden 1921–1956. 
Svenska Morgonbladet övertogs 1956 av Folkpartiet och blev ett renodlat nyhetsorgan för partiet under namnet Morgonbladet. Erik Hjalmar Linder var chefredaktör 1957–1958.

### Webbkällor
- Ollén, släkt i Svenskt biografiskt lexikon